# بندر البطي
بندر خالد البطي مواليد 12 أغسطس 1988 في ، السعودية، هو لاعب كرة قدم سعودي يلعب حالياً لنادي الهدى.

## مسيرة اللاعب
لعب لأندية الإتفاق والوطني والساحل ونادي الهدى.